# Андрей Бабиш
Андрей Бабиш (на чешки: Andrej Babiš) е чешки политик и бизнесмен от словашки произход, назначен за министър-председател на Чехия на 6 декември 2017 г., а от 13 декември 2017 г. неговото правителство поема изцяло изпълнителната власт. На 16 януари 2018 г. правителство на А. Бабиш получава отрицателен вот на доверие в долната камара на Чешкия парламент, но продължава да извършва персонални промени, което среща критика от страна на опозицията.

## Биография
Роден е на 2 септември 1954 г. в Братислава, Чехословакия (дн. Словакия).

## Ранни години
Баща му е Стефан Бабиш. Той е работил като търговски консултант в ООН и е представлявал Чехословакия по време на преговорите по Общо споразумение за митата и търговията. Благодарение на това Андрей Бабиш учи в гимназия в Женева.
Завършил е Икономическия университет в Братислава, специализиран в международната търговия.
След като получава висше образование, работи в предприятието „PZO Chemapol Bratislava“. Той се присъединява към Комунистическата партия на Чехословакия през 1980 г. Според Словашкия институт за памет на народа, от 1982 г. до 1985 г. той е агент на Чехословашката служба за държавна сигурност „СтБ“ (Státní bezpečnost - Държавна сигурност). Бабиш отхвърля, че сътрудничи със специалните служби.
Майка му е Адриана Бабиш (1927 – 2008 г.), родена в село Ясиня (Закарпатска област), което по това време е част от Чехословакия. В Ясиня живее със семейството си до края на Втората световна война. След 1948 г. е била е народен съдебен заседател в Комисия по народен контрол. Член на Комунистическата партия на Чехословакия. Завършва Икономическия университет в Братислава. След завръщане на семейството от Швейцария работи като секретар на Института по марксизъм-ленинизъм в Братислава и активист на сомпартията на Словакия. 

## Политическа кариера
Бивш член на Комунистическата партия на Чехословакия и агент на чехословашката държавна сигурност с псевдоним Буреш. От 29 януари 2014 г. до 24 май 2017 г. е министър на финансите и първи заместник министър-председател на Чешката република в правителството на социал-демократа Бохуслав Соботка. Министър-председател на Чехия с мандата на неговата партия АНО 2011, която формира правителство на малцинството. На президенските избори през 2023 се класира за втори тур, но губи от опонента си Петър Павел.